# Comitè Pro Catalunya
Comitè Pro Catalunya fou un Comitè convocat en l'aplec de la Conreria el 8 de juliol de 1918 per a donar suport les accions del Comitè Nacional Català de París de cara a obtenir representació catalana a la Societat de Nacions. Fou presidit per Vicenç Albert Ballester i Pere Oliver i Domenge. Hi participaren Francesc Macià, Manuel Folguera i Duran, J. Grant i Sala, amb el suport d'Unió Catalanista.
S'inspiraven vagament en el Sinn Féin i adoptaren l'estelada com a bandera de propaganda. Va mantenir contactes amb Francesc Layret, Jaume Bofill i Mates i Ramon Coll i Rodés, membre de la Lliga Regionalista i president de l'Acadèmia de Jurisprudència i Legislació de Catalunya. La major part d'ells s'integraren en la Federació Democràtica Nacionalista, i després en Estat Català.